# Shikisai Moment
Shikisai Moment (jap. 色彩モーメント Shikisai Mōmento) – pierwszy album studyjny zespołu An Cafe, wydany 9 listopada 2005 roku. Album osiągnął 39 pozycję w rankingu Oricon.

## Lista utworów

### CD
Wszystkie utwory zostały napisane przez Miku.
| Nr  | Tytuł                                                                               | Kompozycja | Czas |
| --- | ----------------------------------------------------------------------------------- | ---------- | ---- |
| 1.  | "Opening (Shikisai ver.)" (jap. オープ○ング(色彩ver.))                              |            | 1:16 |
| 2.  | "Merrymaking" (jap. メリメイキング Merimeikingu)                                    | Kanon      | 5:03 |
| 3.  | "Escapism (Shikisai ver.)" (jap. エスカピズム(色彩ver))                             | Bou        | 4:54 |
| 4.  | "Ippatsu gyakuten renai game" (jap. 一発逆転恋愛ゲーム Ippatsu gyakuten renai gēmu) | Kanon      | 3:32 |
| 5.  | "Golden Wing"                                                                       | Teruki     | 4:34 |
| 6.  | "Rinne no tsumi" (jap. 輪廻の罪)                                                    | Teruki     | 6:00 |
| 7.  | "Omocha" (jap. 玩具)                                                                | Kanon      | 3:31 |
| 8.  | "Tekesuta kōsen" (jap. テケスタ光線)                                                | Kanon      | 4:54 |
| 9.  | "NYAPPY in the world"                                                               | Kanon      | 4:09 |
| 10. | "1/2"                                                                               | Bou        | 4:04 |
| 11. | "Wagamama kōshinkyoku" (jap. 我侭行進曲)                                            | Bou        | 4:48 |
| 12. | "My Favourite☆Beat" (jap. マイ フェイバリット☆ビート) (Hidden track)                |            | 4:32 |

### DVD
| Nr | Tytuł                                    | Czas |
| -- | ---------------------------------------- | ---- |
| 1. | "antic room #1"                          |      |
| 2. | "Wagamama kōshinkyoku" (jap. 我侭行進曲) |      |
| 3. | "antic room #2"                          |      |
| 4. | "Tekesuta kōsen" (jap. テケスタ光線)     |      |
| 5. | "antic room #3"                          |      |
| 6. | "Escapism" (jap. エスカピズム)           |      |
| 7. | "antic room #4"                          |      |
| 8. | "Merrymaking" (jap. メリメイキング)      |      |

## Członkowie zespołu
- Miku – Wokal
- Bou – Gitara
- Kanon – Bas
- Teruki – Perkusja

## Notowania
| Lista  | Pozycja                                           |
| ------ | ------------------------------------------------- |
| Oricon | #4 (Oricon Indies Chart) #39 (Oricon Major Chart) |